# Gustaw Różycki
Gustaw Michał Różycki (ur. 14 stycznia 1892 w Suchej Beskidzkiej, zm. 2 marca 1975 w Bytomiu) – polski przedsiębiorca, inżynier i wynalazca.

## Życiorys
Uczył się w krakowskim gimnazjum Nowodworskiego (wg innych publikacji, w Wadowicach). W 1911 rozpoczął studia w Wyższej Szkole Górniczej w Leoben w Austrii, przerwane służbą wojskową w armii Austro-Węgier w czasie I wojny światowej i ukończone w 1919. Za męstwo podczas wojny został odznaczony niemieckim Krzyżem Żelaznym. W kolejnych latach pracował w kopalniach okręgu krakowskiego i dąbrowskiego. Od 1925 do 1933 był przedstawicielem firmy braci Eickhoff, zajmującej się wytwarzaniem maszyn górniczych.
W 1930 kupił niewielką katowicką wytwórnię maszyn i narzędzi górniczych i nazwał ją Fabryka Maszyn oraz Odlewnia Żelaza i Metali „Moj”, od swojego pseudonimu w korporacji studenckiej. Pod jego zarządem fabryka została znacząco rozbudowana; zatrudnienie wzrosło z 15 osób w 1933 do 800 w 1939. Oprócz narzędzi w rodzaju wiertarek czy elektrycznych silników i wentylatorów zakład od 1937 produkował także motocykle marki MOJ 130. Różycki rozpoczął w maju 1939 budowę fabryki motocykli i samochodów w Sandomierzu, którą musiał przerwać ze względu na II wojnę światową.
Po wybuchu wojny Różycki działał w ruchu oporu, za co został w 1940 aresztowany i do 1945 przebywał w obozach koncentracyjnych. Po zakończeniu wojny pracował kolejno jako: kierownik zbytu w świętochłowickim Zjednoczeniu Fabryk Maszyn Górniczych, dyrektor działu zaopatrzenia maszynowego w Centrali Zaopatrzenia Materiałowego Przemysłu Węglowego w Katowicach, dyrektor techniczny wrocławskiej Fabryki Maszyn Elektrycznych, kierownik budowy kopalń „Halemba” i „Nowy Wirek” w Rudzkim Zjednoczeniu Przemysłu Węglowego w Bytomiu, kierownik pracowni a później generalny projektant w Biurze Projektów Górniczych w Katowicach. Od 1959 pracował w katowickim oddziale Dolnośląskiego Biura Projektów Przemysłu Węglowego. Na emeryturę przeszedł w 1962.
Różycki ma na koncie kilka usprawnień i wynalazków, które – choć interesujące technicznie – w większości nie zostały wdrożone do produkcji. Były to między innymi: rodzaj silnika spalinowego z wirującym tłokiem (opatentowany w 1947) i przenośnik urobku „Rogus”. W kopalniach odkrywkowych opracował rozwiązania mające na celu usprawnienie transportu taśmowego i wprowadzenie hydrotransportu mas ziemnych. Będąc na emeryturze prowadził prace nad szynowymi pojazdami z taśmą przesuwaną na rolkach, które miały służyć do transportu nadkładu i urobku.